# آدون گومیس
آدون گومیس (انگلیسی: Adon Gomis؛ زادهٔ ۱۹ ژوئیهٔ ۱۹۹۲) بازیکن فوتبال است.